# Alexis Mac Allister
Alexis Mac Allister (n. 24 decembrie 1998, Santa Rosa⁠(d), Argentina) este un fotbalist argentinian, care joacă pe post de mijlocaș la Liverpool în Premier League. Pe plan internațional, are prezențe la națională pentru Argentina U23⁠(d) și Argentina.
Născut într-o familie de fotbaliști, Mac Allister și-a început cariera de senior cu Argentinos Juniors în 2016, câștigând divizia a doua argentiniană în sezonul său de debut. S-a alăturat lui Brighton & Hove Albion în 2019, dar a fost imediat împrumutat înapoi la Juniors până la sfârșitul sezonului. În al doilea an la Brighton, a fost din nou împrumutat în Argentina, la Boca Juniors, unde a câștigat Primera División 2019-20. Revenit de la împrumut în sezonul următor, Mac Allister a avut un an remarcabil pentru Brighton, devenind un jucător cheie pentru echipa din Premier League.
Mac Allister a reprezentat Argentina la categoria sub 23 de ani, câștigând turneul preolimpic CONMEBOL 2020 și jucând la Jocurile Olimpice din 2020. Și-a făcut debutul la nivel internațional în 2019 și a făcut parte din echipa Argentinei care a câștigat Finalissima 2022 cu o victorie cu 3-0 împotriva Italiei și și-a reprezentat țara la Cupa Mondială FIFA 2022, unde a jucat un rol esențial în echipă care a câștigat în cele din urmă turneul, asistând la golul lui Ángel Di María în finala împotriva Franței.

## Cariera

### Argentinos Juniors
Mac Allister, ca și cei doi frați ai săi, și-a început cariera cu Club Social y Deportivo Parque înainte de a se alătura formației de tineret a Argentinos Juniors.  Și-a făcut debutul profesionist pe 30 octombrie 2016, înlocuind-ul în repriza a doua pe Iván Colman, într-o remiza 0-0 în Primera B Nacional împotriva lui Central Córdoba. 
Mac Allister a marcat primul său gol profesionist pe 10 martie 2017, marcând într-o înfrângere cu 2-1 în deplasare împotriva Instituto. A contribuit cu trei goluri în 23 de apariții în timpul primei sale campanii de seniori, deoarece echipa sa a obținut promovarea în Primera División ca campioană. Și-a făcut debutul în această categorie din urmă pe 9 septembrie, începând cu o înfrângere cu 2-1 împotriva lui Patronato. 
Pe 25 noiembrie 2017, Mac Allister și cei doi frați ai săi au jucat toți împreună pentru prima dată, într-o înfrângere cu 1-0 la San Lorenzo; Alexis și Francis au fost titulari, în timp ce Kevin a intrat ca înlocuitor.  El a marcat primul său gol în clasamentul de sus pe 5 martie 2018, remarcând primul gol în înfrângerea cu 2-0 pe teren propriu cu Boca Juniors. 

### Brighton & Hove Albion
La 24 ianuarie 2019, Mac Allister a semnat cu clubul englez din Premier League Brighton & Hove Albion pe un contract de patru ani și jumătate.

#### Împrumut la Argentinos Juniors
Ca parte a acordului cu Brighton, Mac Allister a fost împrumutat înapoi la Argentinos Juniors pentru restul sezonului 2018-19 din Premier League. 

#### Împrumut la Boca Juniors
În iunie 2019, Boca Juniors a finalizat semnarea de împrumut a lui Mac Allister; făcând legătura cu fratele Kevin, care se alăturase clubului împrumutat cu șase luni în urmă.   Mac Allister a marcat la debutul său la Boca, marcând singurul gol al clubului în prima manșă a unei victorii în optimile de finală din Copa Libertadores asupra lui Athletico Paranaense pe 25 iulie.  Pe 5 august, Mac Allister a jucat primul său meci de ligă pentru Boca, când a intrat ca înlocuitor într-o victorie cu 2-0 în deplasare împotriva lui Patronato . 

#### Sezonul 2019-20
Și-a făcut debutul pentru club de pe banca de rezerve în minutul 80 într-o remiză 0-0 în deplasare cu Wolverhampton Wanderers pe 7 martie 2020.  Acest meci s-a dovedit a fi ultimul pentru Brighton până la reluarea Premier League în iunie, din cauza pandemiei de COVID-19.  Mac Allister a jucat primul său meci acasă pentru Brighton, unde a intrat de pe bancă într-o victorie cu 2-1 asupra lui Arsenal pe 20 iunie.  A debutat ca titular pentru Brighton trei zile mai târziu, într-o remiză 0-0 în deplasare împotriva lui Leicester City, jucând 58 de minute înainte de a fi înlocuit. 

#### Sezonul 2020-21
Mac Allister a marcat primul său gol cu Brighton pe 17 septembrie 2020, înscriind dintr-o lovitură de cap într-o victorie cu 4-0 pe teren propriu împotriva lui Portsmouth în Cupa EFL.  A marcat din nou șase zile mai târziu, acest gol venind tot în Cupa EFL, unde Brighton a câștigat cu 2-0 în deplasare împotriva lui Preston.  Pe 18 octombrie, Mac Allister a marcat primul său gol în Premier League, reușind egalarea în minutul 90, într-o remiză 1–1 în deplasare împotriva rivalilor de la Crystal Palace. 

#### Sezonul 2021-22
Mac Allister a marcat al doilea gol în Premier League cu Brighton pentru a învinge Burnley cu 2–1 pe Turf Moor pe 14 august, în meciul de deschidere al sezonului 2021–22.  A oferit pase decisive pentru ambele goluri ale lui Aaron Connolly pe 22 septembrie, în victoria cu 2-0 pe teren propriu împotriva lui Swansea City în turul trei al Cupei EFL. Ulterior, a fost schimbat după o accidentare.  Mac Allister a marcat al doilea gol al sezonului pe 23 octombrie, marcând un penalty în minutul 81 într-o înfrângere cu 4-1 pe teren propriu pe stadionul Falmer.  A marcat prima sa dublă într-o victorie cu 3–2 în deplasare împotriva lui Everton pe 2 ianuarie 2022, punând Brighton cu 1–0 în avantaj în minutul 3 și cu 3–1 în al 71-lea, cu o finalizare excelentă de la marginea careului.  Mac Allister a oferit o pasă de gol pentru egalarea cu capul a lui Adam Webster dintr-un corner în remiza 1–1 pe teren propriu împotriva campioanei Europei, Chelsea, pe 18 ianuarie. 

#### Sezonul 2022-23
În meciul de deschidere al sezonului împotriva lui Manchester United, Mac Allister a marcat un autogol într-o victorie cu 2–1, dar totuși Brighton au reușit prima lor victorie pe Old Trafford.  Două săptămâni mai târziu, a găsit plasa dreaptă, marcând din penalty în victoria cu 2-0 în deplasare împotriva lui West Ham,  și a marcat un alt penalty într-o înfrângere cu 2-1 cu Fulham.  Mac Allister a marcat o dublă, inclusiv un al treilea penalty în patru meciuri, după ce camera VAR a anulat un gol în victoria cu 5–2 pe teren propriu împotriva Leicester. 
La 24 octombrie, Mac Allister a semnat un nou contract cu Brighton, până în iunie 2025,  cu opțiune pentru un an suplimentar.  A marcat după 49 de secunde în meciul de acasă împotriva lui Aston Villa pe 13 noiembrie, totuși Villa a câștigat meciul cu 2–1. 

### Liverpool
La 8 iunie 2023, Mac Allister a semnat cu Liverpool un contract de cinci ani până în 2028. Suma de transfer nu a fost dezvăluită oficial, dar e estimată de presă la 35 de milioane de lire sterline plus diferite bonusuri care ar duce la un total de 55 de milioane de lire sterline. Tricoul cu numărul 10 al lui Liverpool care rămăsese liber după plecarea lui Sadio Mané în 2022, i-a fost repartizat lui Mac Allister.

## Statistici

### Internațional
La meciul jucat pe 18 decembrie 2022. 
| Echipa națională | An    | Selecții | Goluri |
| ---------------- | ----- | -------- | ------ |
| Argentina        | 2019  | 2        | 0      |
| Argentina        | 2022  | 12       | 1      |
| Total            | Total | 14       | 1      |

La meciul jucat pe 18 decembrie 2022.
| Nu. | Data              | Locul de desfășurare       | Selecție | Adversar | Scor | Rezultat | Competiție              | Ref.   |
| --- | ----------------- | -------------------------- | -------- | -------- | ---- | -------- | ----------------------- | ------ |
| 1   | 30 noiembrie 2022 | Stadionul 974, Doha, Qatar | 10       | Polonia  | 1–0  | 2–0      | Cupa Mondială FIFA 2022 | [ 31 ] |

## Palmares
Argentinos Juniors
- Primera B Nacional : 2016–17 [11]

Boca Juniors
- Primera División : 2019–20 [32]

Argentina Olimpică
- Turneul preolimpic CONMEBOL : 2020 [33]

Argentina
- Cupa Mondială FIFA : 2022 [34]
- CONMEBOL – Cupa Campionilor UEFA : 2022 [35]